# 1918 års fattigvårdslag
1918 års fattigvårdslag var en svensk förordning om offentlig socialhjälp i Sverige. Den ersatte 1871 års fattigvårdförordning. 
Lagen antogs den 14 juni av Sveriges riksdag. Den humaniserade den dåtida fattigvården i Sverige och utgöra en övergång mellan gamla tiders fattigvård och modernare tiders socialhjälp. Fattigstugor, fattigauktioner och rotegång förbjöds, och ersattes med ålderdomshem. Klagorätten, som hade avskaffats 1871, återinfördes.
1918 års fattigvårdslag gällde fram till 1955, och ersattes av Socialhjälpslagen.